# Prophyllocnistis epidrimys
Prophyllocnistis epidrimys är en fjärilsart som beskrevs av Davis 1994. Prophyllocnistis epidrimys ingår i släktet Prophyllocnistis och familjen styltmalar. Inga underarter finns listade i Catalogue of Life.